# Gibert Joseph
Gibert Joseph es una cadena de librerías y tiendas de discos en Francia.

## Historia
Como resultado de la separación con Gibert Jeune, Gibert Joseph comparte el mismo origen con este grupo. Dos años después de su llegada a París en 1886, Joseph Gibert abrió una librería en el Boulevard Saint-Michel. Anteriormente librero en el parapeto del Quai Saint-Michel, antiguo profesor de letras clásicas en el colegio Saint-Michel de Saint-Étienne, tuvo una tienda especializada en la venta de libros escolares de segunda mano. En el mismo momento en que Jules Ferry hizo que la escuela fuera gratuita y obligatoria, el establecimiento estaba prosperando. En 1915, los dos hijos de Gibert sucedieron a su padre al frente de la librería.

### La separación (1929 - 2017)
En 1929, Joseph Gibert, hijo mayor del fundador, abrió su propia librería en 30 du boulevard (la papelería actual). Su hermano menor, Régis, mantiene la librería histórica, que posteriormente tomaría el nombre de Gibert Jeune.
Posteriormente, la marca Gibert Joseph se desarrolló en el Barrio Latino.
Paralelamente, la empresa ha desarrollado una red de librerías en Francia, con presencia en: Dijon, Saint-Étienne, Clermont-Ferrand, Poitiers, Toulouse, Montpellier, Lyon y en otras grandes ciudades ha llegado las marcas de Gibert Joseph. La empresa cuenta actualmente con 17 tiendas.
En la década de 1980, el grupo Gibert Joseph se diversificó al lanzarse a la venta de discos y videos. Reforzó estas nuevas especialidades en la década de 1990 y abrió en París en 1996 en el 34 bulevar Saint-Michel (en el lugar donde se encontraba el antiguo cine pornográfico "Le Latin") una tienda especializada en discos.
En 2005, Gibert lanzó su sitio web de ventas en línea con mucha publicidad. Esta nueva web continúa a un sitio de exhibición simple que existía desde 2003.

### Reunificación (2017)
En abril de 2017 Gibert Jeune y Gibert Joseph buscó la reunificación ante las dificultades financieras. El Tribunal Comercial de París registró  la reanudación el 17 de mayo de 2017 de Gibert Jeune por Gibert Joseph poniendo fin a 88 años de separación. Bruno Gibert (Presidente del Consejo de Administración de Gibert Jeune) confirmaba que la fusión no supondría la eliminación de ningún puesto de trabajo o punto de venta. La sección CGT de Gibert Joseph denunció la opacidad en la que se llevaron a cabo las discusiones de fusión, la falta de información hacia los empleados de los dos grupos y se mostró preocupada por las posibles consecuencias sociales de esta fusión.
En noviembre de 2017 la Autoridad de Competencia autorizó la fusión de Gibert Joseph y Gibert Jeune.

### El impacto de la crisis sanitaria de 2020
El 28 de mayo de 2020, el Tribunal Comercial de Clermont-Ferrand examinó la solicitud de quiebra de la librería presentada por la dirección del grupo. Es probable que se produzca una liquidación judicial.
Los establecimientos de Aubergenville y Chalon-sur-Saône también están amenazados de cierre y los tribunales comerciales de estas dos ciudades los podrían en liquidación.

## Ocupaciones

### Especializaciones

#### Libros
Las actividades de librería de Gibert Joseph se caracterizan particularmente por:
- la venta de libros escolares y universitarios;
- la venta de libros más "clásicos", también haciendo las veces de librería generalista;
- la importancia que se le da a la "ocasión" (en sentido de venta de productos usados), con un servicio de re-compra de libros usados a particulares.

#### Discos
La venta de discos, vinilos y videos siguen centradas en estas actividades, a diferencia de muchas grandes marcas discográficas que también cuentan con espacios multimedia. Aquí nuevamente se le da una parte importante a la "ocasión".

## Estructura de la marca
|                                  | Ciudad           | Facturación k € | Actividad          | Res K € | Hoja de balance | Eff |
| -------------------------------- | ---------------- | --------------- | ------------------ | ------- | --------------- | --- |
| Financière Paldis                | París            | 2 507           | Participación      |         |                 |     |
| Holding Gibert Joseph            | París            |                 | Participación      |         |                 |     |
| Gibert Joseph Vitry              | París            | 64,702          | Central de compras |         |                 |     |
| Gibert Joseph París              | París            | 50 891          | Venta a distancia  |         |                 |     |
| Gibert Joseph Interactiv         | París            | 14,536          | Venta al detalle   |         |                 |     |
| Gibert Joseph Montpellier        | Montpellier      | 6.149           | Venta al detalle   |         |                 |     |
| Gibert Joseph                    | Versalles        | 5.718           | Venta al detalle   |         |                 |     |
| Vilipadic                        | Vaulx en Velin   | 5 399           | Venta al detalle   |         |                 |     |
| Librairie Joseph Gibert Toulouse | Toulouse         | 4.973           | Venta al detalle   |         |                 |     |
| Ediclip                          | Poitiers         | 3.602           | Venta al detalle   |         |                 |     |
| Librairie Joseph Gibert          | Marsella         | 2 372           | Venta al detalle   |         |                 |     |
| Drouhet et cie                   | Evreux           | 2 293           | Venta al detalle   |         |                 |     |
| Le Cercle                        | Aubergenville    | 1,996           | Venta al detalle   | - 420   | 2018            |     |
| Cerclip                          | Clermont Ferrand | 1.939           | Venta al detalle   |         |                 |     |
| Gibert Joseph Chalon             | Chalon sur Saone | 1,382           | Venta al detalle   | -185    | 2018            | 11  |
| Edilip                           | Dijon            | 1,688           | Venta al detalle   |         |                 |     |
| Gibert Joseph Grenoble           | Grenoble         |                 | Venta al detalle   |         |                 |     |

## Distribución en Francia
El grupo Gibert Joseph ha crecido en el resto de Francia. Si el buque insignia sigue siendo la tienda histórica de París, la marca está así presente en las siguientes ciudades:
1. Aubergenville (desde septiembre de 2015)[10]
2. Chalon-sur-Saône
3. Clermont-Ferrand
4. Dijon
5. Évreux
6. Grenoble
7. Lyon
8. Marseille
9. Montpellier
10. Paris 6° (boulevard Saint-Michel)
11. Paris 13° (desde agosto de 2007)
12. Paris 18° (desde diciembre de 2013)
13. Poitiers (apertura en 1942)[11]
14. Saint-Germain-en-Laye
15. Toulouse
16. Versailles
17. Vaulx-en-Velin (cerca de Lyon) (apertura en abril de 2009 de una tienda de 2200 m2 en el centro comercial Carré de Soie)

La marca tuvo que cerrar su tienda en Mâcon durante el verano de 2014 (al final del arrendamiento), así como su tienda con sede en Orgeval en febrero de 2018 (al final del contrato de arrendamiento).

## Clasificación
| Clasificación | Librería                     | Enseigne propriétaire | Ciudad                | CA livre 2007 | CA total 2007 | CA livre 2006 | CA total 2006 | Effectif | Área de ventas (m²) | Títulos de estantería |
| ------------- | ---------------------------- | --------------------- | --------------------- | ------------- | ------------- | ------------- | ------------- | -------- | ------------------- | --------------------- |
| 1             | Gibert Joseph                | Gibert Joseph         | Paris                 | 37 085 000    | 56 651 000    | 36 283 000    | 56 508 000    | 250      | 4900                | 280 000               |
| 29            | Gibert Joseph                | Gibert Joseph         | Poitiers              | 5 177 000     | 6 506 000     |               | 6 583 000     | 40       | 780                 | 80 000                |
| 36            | Gibert Joseph                | Gibert Joseph         | Toulouse              | 4 621 000     | 6 229 000     | 4 353 000     | 6 442 000     |          |                     |                       |
| 37            | L'Univers du livre           | Gibert Joseph         | Saint-Germain-en-Laye | 4 558 000     | 7 068 000     | 5 162 000     | 7 327 000     | 24       |                     |                       |
| 46            | Le Cercle - Univers du livre | Gibert Joseph         | Orgeval               | 3 991 000     | 10 126 000    | 4 091 000     | 9 844 526     |          |                     |                       |
| 54            | L'Univers du livre           | Gibert Joseph         | Mâcon                 | 3 531 000     | 5 011 000     | 3 950 000     | 5 363 000     |          | 400                 | 30 000                |
| 65            | Gibert Joseph                | Gibert Joseph         | Versailles            | 3 213 000     | 4 505 000     | 2 999 000     | 4 720 000     |          |                     |                       |
| 77            | L'Univers du livre           | Gibert Joseph         | Beauvais              | 3 026 000     | 4 436 000     | 2 320 000     | 3 691 000     |          |                     |                       |
| 81            | Gibert Joseph                | Gibert Joseph         | Lyon                  | 2 892 000     | 4 933 000     | 2 631 000     | 5 030 000     |          | 600                 | 40 000                |
| 96            | Gibert Joseph                | Gibert Joseph         | Montpellier           | 2 520 000     | 4 455 000     | 2 636 000     | 4 451 000     |          | 1200                |                       |

## El premio de los libreros Gibert Joseph
En 2014, la marca lanzó el premio de los libreros Gibert Joseph, otorgado en noviembre. El primer premio fue entregado al escritor Gauz por su novela Debout-Payé.